# Nearcha prosedra
Nearcha prosedra är en fjärilsart som beskrevs av Turner 1904. Nearcha prosedra ingår i släktet Nearcha och familjen mätare. Inga underarter finns listade i Catalogue of Life.